# Dry Ravine
Die Dry Ravine ist ein Fluss im Parish Saint Patrick von Dominica.

## Geographie
Die Dry Ravine entspringt am Osthang der Soufrière Ridge, hart an der Grenze zum Parish Saint Mark, und verläuft steil und stetig nach Osten. Sie verläuft durch das Gebiet von Morpo und mündet bei Geneva Estate in den Micham River.